# Унитарни Универзализам
Унитаристички универзализам (УУ) је либерална религија коју карактерише „слободна и одговорна потрага за истином и смислом“.
Унитаристички универзалисти не заступају никакву веру, већ су уједињени заједничком потрагом за духовним растом, вођени динамичном, „живом традицијом“. Тренутно, ове традиције су сажете у Шест извора и Седам принципа унитаристичког универзализма, документима које признају све конгрегације које одлуче да буду део Унитаристичког универзалистичког удружења. Ови документи су „живи“, што значи да су увек отворени за поновно разматрање и прераду. Унитаристичке универзалистичке (УУ) скупштине укључују многе атеисте, агностике и теисте и имају цркве, заједништва, скупштине и друштва широм света. Корени унитаристичког универзализма су у протестантском либералном хришћанству, посебно унитаризму и универзализму. Унитаристички универзалисти наводе да из ових традиција произилази дубоко поштовање интелектуалне слободе и инклузивне љубави. Конгрегације и чланови траже инспирацију и добијају увид у све главне светске религије.
Веровања појединачних унитаристичких универзалиста се широко разликују; могу укључивати, али нису ограничени на: хуманизам, јудаизам, хришћанство, ислам, хиндуизам, сикизам, будизам, таоизам, синкретизам, омнизам, неопаганизам, атеизам, агностицизам, пантеизам, панентеизам, деизам и бахаи вера.
Унитаристичко универзалистичко удружење (УУА) је формирано 1961. године кроз консолидацију Америчког унитаристичког удружења, основаног 1825. и Универзалистичке цркве Америке, основане 1793. године. Седиште УУА је у Бостону, Масачусетс и служи црквама углавном у Сједињеним Државама. Група од тридесет филипинских скупштина је представљена као једини члан унутар УУА. Канадски унитаристички савет (ЦУЦ) постао је независно тело 2002. УУА и ЦУЦ су два од седамнаест чланова Међународног савета унитариста и универзалиста.